# Státní znak Malty
Státní znak Malty je tvořen stříbrně a červeně polceným štítem. V (heraldicky) pravém, stříbrném poli je v horním rohu britské vyznamenání Jiřího kříž s nápisem FOR GALLANTRY (česky Za statečnost). Na štítu je položena zlatá hradební koruna s výpadovou brankou a pěti věžemi. Štít obepínají (heraldicky) vpravo větévka olivovníku s plody a vlevo větévka palmová. Obě ratolesti jsou dole pod štítem svázány bílou, vespod červenou, stuhou nesoucí černý nápis REPUBBLIKA TA’ MALTA (česky Maltská republika).
Vyznamenání na znaku (které je zobrazeno i na vlajce) udělil Maltě 14. dubna 1942 britský král Jiří VI. za hrdinství, se kterým Malťané odolali soustředěnému německo-italskému bombardování v prvních letech druhé světové války (známé jako bitva o Maltu). Hradby symbolizují maltské opevnění, ratolesti jsou symbolem míru.

## Historie
Od roku 1814 byla Malta britskou kolonií, v roce 1875 pro ni byla zavedena zvláštní vlajka. Jednalo se o modrou služební vlajku (Blue Ensign) s vlajkovým emblémem (anglicky badge) Malty ve vlající části. Badge (nejde o znak) bylo tvořeno kruhovým bílým polem, ve kterém byl bíle a červeně polcený štít se žlutou kartuší a uprostřed umístěným bílým maltézským křížem. Tento emblém se několikrát, až do roku 1964, měnil. Existují i mírně odlišné varianty emblémů z přelomu století. Od roku 1943 tvořil emblém bílo-červeně polcený štít s modrým karé, na kterém bylo vyznamenání Jiřího kříž.

Maltská vlajka (1875–1898) Poměr stran: 1:2
Maltská vlajka (1898–1923) Poměr stran: 1:2
Maltská vlajka (1923–1943) Poměr stran: 1:2
Maltská vlajka (1943–1964) Poměr stran: 1:2

Po vyhlášení nezávislosti (21. září 1964) se užíval nový znak tvořený štítem, opakujícím kresbu vlajky. Nad ním byla zlatá přilba s červeno-stříbrnými přikryvadly, stříbrno-červenou točenicí a zlatou hradební korunou s výpadovou brankou a pěti věžemi jako klenotem. Štít obepínala (heraldicky) vpravo větévka olivovníku s plody a vlevo větévka palmová. Štítonoši byli dva modrošedí delfíni, stojící na podstavci znázorňující modrošedý ostrov obklopený modro-stříbrnými mořskými vlnami. Přes ostrov byl položen stříbrný Maltézský kříž a stříbrná, červeně podšitá stuha s černým, latinským heslem VIRTUTE ET CONSTANTIA (česky Odvahou a vytrvalostí).
Delfíni a vlny pod ostrovem symbolizovali polohu Malty ve Středozemním moři, Maltézský kříž připomínal přítomnost řádu johanitů v maltské historii. Ratolesti jsou symbolem míru a vítězství.
13. prosince 1974 byla vyhlášena Maltská republika a 11. července 1975 byl zaveden nový znak. Neheraldický, kruhový symbol zobrazoval tradiční červeno-bílo-hnědý maltský člun luzzu (který měl na přídi oko egyptského boha slunce a vegetace) u písčité pláže se zelenou opuncií ve svitu zlatého slunce s dvanácti paprsky. Na pláži ležely zkřížené vidle a lopata hnědé barvy. Pod výjevem byl do oblouku zlatým písmem název státu v maltštině REPUBBLIKA TA' MALTA.

Maltský znak (1964–1975)
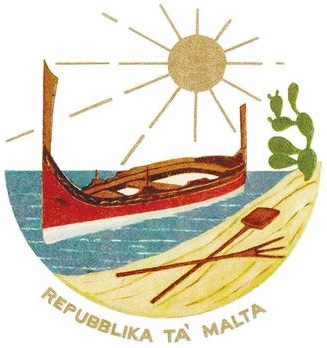
Maltský znak (1975–1988)

Nový, dosud platný znak, byl uzákoněn 19. října 1988.

## Další použití znaku
Státní znak je umístěn na vlajce maltského prezidenta a dále je zobrazen na maltských euromincích.

Vlajka maltského prezidenta Poměr stran: 2:3
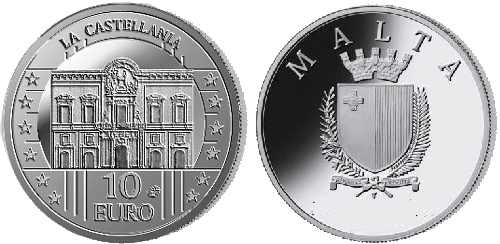
Maltská euromince (10 €)

## Znaky maltských regionů

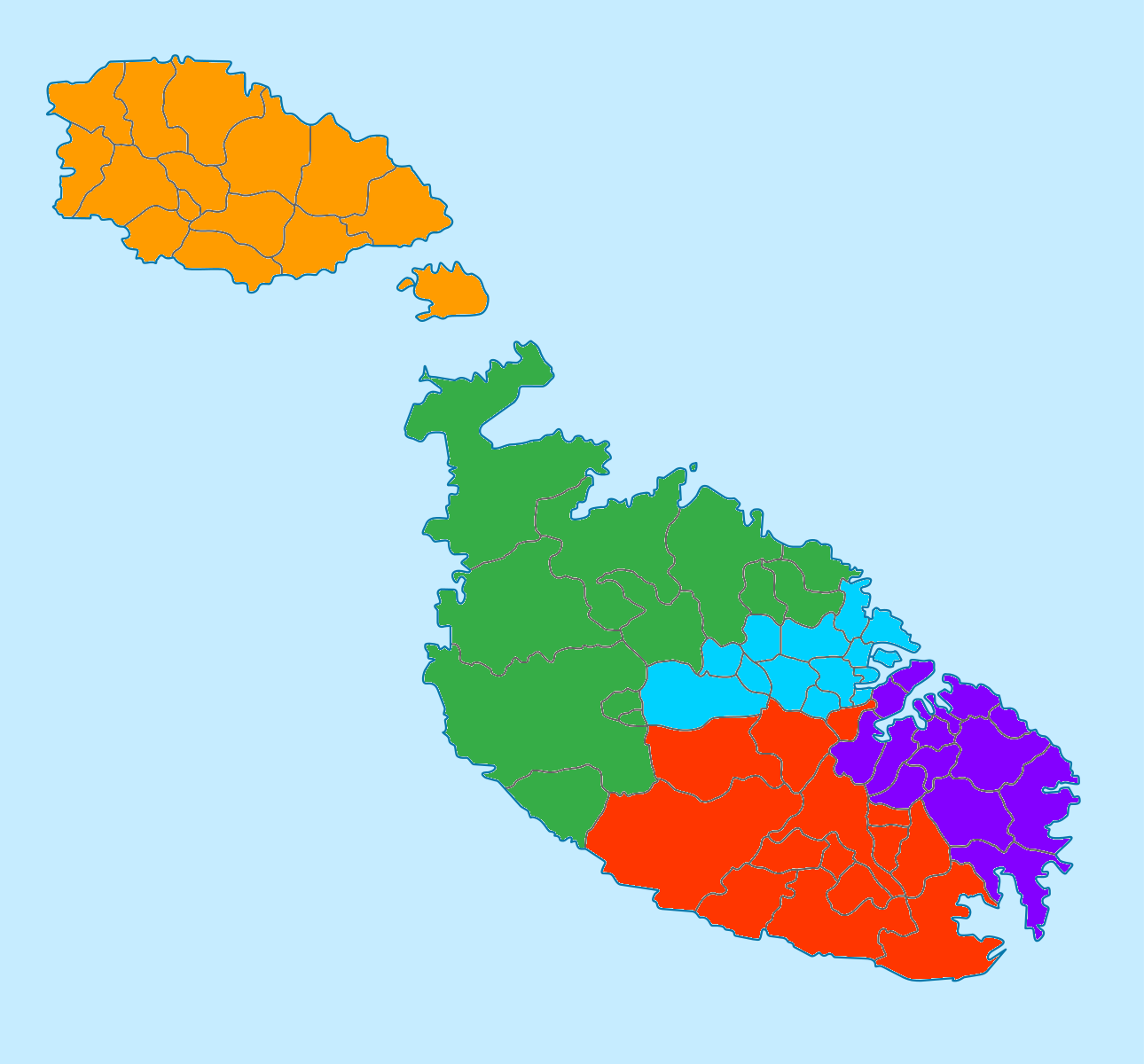
Maltské regiony

Malta je od 30. září 2009 administrativně členěna na 5 regionů (regjuni). Všechny regiony užívají vlastní znak.

Regoin Gozo (oranžová)
Severní region (zelená)
Centrální region (světle modrá)
Jihovýchodní region (fialová)
Jižní region (červená)